# Марченко, Алексей Игоревич
Алексе́й И́горевич Ма́рченко (род. 2 января 1992, Москва) — российский хоккеист, защитник и капитан клуба КХЛ «Ак Барс». Заслуженный мастер спорта России.

## Карьера
Воспитанник московского ЦСКА. Карьеру начал в 2009 году в составе клуба Молодёжной хоккейной лиги «Красная Армия». 7 декабря того же года в матче против «Витязя» дебютировал в КХЛ в составе ЦСКА. Всего в своём первом сезоне на высшем уровне Марченко провёл 10 матчей, не набрав ни одного очка. В сезоне 2010/11 в составе «Красной армии» стал обладателем Кубка Харламова, также получив приз имени Вячеслава Фетисова как лучший защитник лиги. В том же сезоне в составе ЦСКА провёл 22 игры, в которых набрал 2 (0+2) очка.
В 2011 году на драфте НХЛ был выбран в 7 раунде под общим 205 номером клубом «Детройт Ред Уингз». Сразу после процедуры драфта заявил, что постарается пробиться в состав «красных крыльев» в 2012 году. Сезон 2011/12 начал в составе основной команды ЦСКА, однако спустя всего лишь 4 матча он в очередной раз в своей карьере получил травму и выбыл на 4 месяца. В декабре стало известно о том, что Марченко потребуется ещё одна операция на крестообразных связках колена, в связи с чем срок восстановления увеличился ещё на 7 месяцев.
30 мая 2013 года подписал трёхлетний контракт новичка с «Детройт Ред Уингз». В сезоне 2013/14 выступал за «Гранд-Рапидс Гриффинс», фарм-клуб «Детройта», в АХЛ. Первый матч в НХЛ в составе «Детройта» провёл 4 января 2014 года против «Даллас Старз». 28 февраля 2015 года в матче против «Нэшвилл Предаторз» забросил свою первую шайбу в НХЛ.
Летом 2016 года заключил с «Детройтом» 2-летний контракт на сумму $ 2,9 млн.
12 мая 2016 года в матче против сборной Дании забросил свою первую шайбу в составе сборной России.
3 февраля 2017 года был выставлен «Детройтом» на драфт отказов, откуда его забрал «Торонто Мейпл Лифс».
Первый гол за «Торонто» забил 7 марта 2017 года в ворота своей бывшей команды в своём шестом матче за новый клуб.
14 августа 2017 года был выставлен «Торонто» на драфт отказов, а через два дня подписал трёхлетний контракт в КХЛ с московским ЦСКА. В составе армейцев стал обладателем Кубка Гагарина в 2019 году.
После завершения срока соглашения с ЦСКА, 6 мая 2020 года Марченко перешёл в «Локомотив», с которым заключил двухлетний контракт. В сезоне 2021/22 стал капитаном команды, а 28 апреля 2022 года подписал с ярославским клубом новое соглашение до конца сезона 2023/24.
Старт сезона 2022/23 пропустил из-за травмы. После окончания сезона "Локомотив" расторг контракт с Марченко.

## Достижения
- Обладатель Кубка Харламова 2011.
- Обладатель приза имени Вячеслава Фетисова 2011.
- Обладатель Кубка Вызова 2010.
- Обладатель Кубка Гагарина 2019.
- Олимпийский чемпион 2018 (в составе сборной ОСР).
- Бронзовый призёр чемпионата мира 2016.

## Статистика
| Легенда | Легенда                    | Легенда | Легенда                   | Легенда | Легенда    |
| ------- | -------------------------- | ------- | ------------------------- | ------- | ---------- |
| И       | Количество проведённых игр | Штр     | Штрафное время            | +/−     | Плюс-минус |
| Г       | Голы                       | П       | Голевые передачи          | О       | Очки       |
| -       | Статистика неизвестна      | —       | Статистика не учитывалась |         |            |